# Hexafluorure de tellure
L'hexafluorure de tellure est un composé chimique de formule TeF6. Il s'agit d'un gaz incolore très toxique à l'odeur extrêmement désagréable. La molécule présente une géométrie octaédrique très symétrique (régulière). Ses propriétés physiques ressemblent à celle de ses analogues au sélénium et au soufre, respectivement l'hexafluorure de sélénium SeF6 et l'hexafluorure de soufre SF6. Il est cependant moins volatil en raison de sa masse moléculaire plus élevée. À une température inférieure à −38 °C, il se condense en un solide blanc volatil.
On prépare l'hexafluorure de tellure généralement en faisant passer du fluor F2 sur du tellure à 150 °C. En dessous de cette température, il se forme un mélange de fluorures inférieurs, comme du décafluorure de ditellure Te2F10 (en réalité plutôt du Te2F10O) et du tétrafluorure de tellure TeF4. Il peut également être préparé en faisant passer du fluor sur du trioxyde de tellure TeO3 ou indirectement en faisant réagir du dioxyde de tellure TeO2 avec du tétrafluorure de sélénium SeF4 pour produire du TeF4 qui est ensuite chauffé au-delà de 200 °C pour se dismuter en TeF6 et tellure élémentaire.
Contrairement à l'hexafluorure de soufre SF6, l'hexafluorure de tellure n'est pas chimiquement inerte. Cela peut s'expliquer par le rayon atomique de l'atome de tellure, qui est plus élevé que celui du soufre et peut coordonner jusqu'à huit atomes, contrairement au soufre et au sélénium qui ne peuvent en coordonner que six au maximum. TeF6 est hydrolysé en acide tellurique Te(OH)6 et réagit avec le tellure en dessous de 200 °C.